# Gordon Jackson
Gordon Cameron Jackson (Glasgow, 19 december 1923 – Londen, 15 januari 1990) was een Schotse Emmy Award-winnende acteur, die vooral bekend is geworden door zijn rol als de butler Angus Hudson in Upstairs, Downstairs en George Cowley, het hoofd van de CI5, in de politieserie The Professionals.
Gordon Jackson werd geboren in Glasgow als de jongste van vijf kinderen. Hij bezocht de Hillhead High School en in zijn jeugd nam hij deel aan de BBC-radio shows waaronder Children's Hour. Hij verliet de school op 15-jarige leeftijd en werd tekenaar voor Rolls-Royce. 
Zijn filmcarrière begon in 1942, toen de producenten uit de Ealing Studios op zoek waren naar een jonge Schot om op te treden in The Foreman Went to France. Daarna keerde hij terug naar zijn baan bij Rolls-Royce, maar hij werd al snel gevraagd om meer te doen met films. Jackson was al snel te zien in andere Ealing films, waaronder San Demetrio Londen, The Captive Heart, Eureka Stockade en Whisky Galore!.
In 1949 trad hij op in de film Floodtide, samen met actrice Rona Anderson. Hij en Anderson trouwden twee jaar later op 2 juni 1951. Ze hadden twee zonen, Graham en Roddy. 
In datzelfde jaar maakte hij zijn debuut in Londen, met de rol in Seagulls over Sorrento. In de jaren 1950 en 1960 verscheen hij in televisieprogramma's zoals The Quatermass Xperiment, The Adventures of Robin Hood, Gideon's Way en The Avengers. Jackson speelde ook in de film The Great Escape. In 1969 trad hij op met zijn vrouw in The Prime of Miss Jean Brodie. 
Dat jaar speelde hij Horatio in Tony Richarsons productie van Hamlet en won hij een Clarence Derwent Award voor Best Supporting Actor.
Gordon Jackson werd zeer bekend als de Schotse butler Hudson in de zestig afleveringen van de televisieserie Upstairs, Downstairs van 1971 tot 1975. 
Zijn volgende grote tv-rol kwam in 1977 met The Professionals. Hij speelde George Cowley in alle 57 afleveringen van het programma tot het einde in 1983. 
In 1981 speelde hij Noel Strachan in de Australische film A town like Alice. Hij speelde ook in het theater, in Cards on the Table, naar de roman van Agatha Christie in het Vaudeville Theatre en in Mass Appeal van Bill C. Davis in het Lyric Hammersmith in 1982. 
Hij stierf in 1990 op de leeftijd van 66 jaar in Londen aan botkanker en werd gecremeerd in Golders Green Crematorium. 
- Bibsys: 13036572
- Biblioteca Nacional de España: XX4660385
- Bibliothèque nationale de France: cb14189531c (data)
- Gemeinsame Normdatei: 139713026
- International Standard Name Identifier: 0000 0001 1867 3949
- Library of Congress Control Number: n81074399
- MusicBrainz: d9cf4646-5448-4d10-bb42-aec44b224f46
- Nationale Bibliotheek van Tsjechië: xx0171013
- Nationale bibliotheek van Australië: 36234258
- Nationale Bibliotheek van Israël: 987007444441805171
- Nederlandse Thesaurus van Auteursnamen: 422581100
- Système universitaire de documentation: 195244842
- Virtual International Authority File: 44509966
- WorldCat: E39PBJxMjV6xyFpyQ8qjcQCJDq